# Lou Reed
Lewis Allen "Lou" Reed, född 2 mars 1942 i Brooklyn i New York, död 27 oktober 2013 i East Hampton på Long Island i New York, var en amerikansk rockmusiker, sångare, gitarrist och låtskrivare.
Reed är känd såväl som medlem i den inflytelserika rockgruppen The Velvet Underground som genom sin solokarriär och har haft en bestående inverkan på bland annat punken och den alternativa rockscenen.
Reed har vid två tillfällen blivit invald i Rock and Roll Hall of Fame. År 1996 blev han invald tillsammans med övriga medlemmar i Velvet Underground och år 2015 blev han postumt invald som soloartist.

## Biografi

### Uppväxt och tidig karriär
Lou Reed föddes i Brooklyn men växte upp i Freeport, New York. Familjen Reed var av judisk härkomst och båda föräldrarna var yrkesverksamma som revisorer. Han utvecklade tidigt ett intresse för rock'n'roll och rhythm and blues och spelade i ett flertal olika band under high school-tiden. Senare studerade han vid Syracuse University och tog en examen i engelska. Han undervisades bland annat av poeten Delmore Schwartz, som blev en vän och mentor för Reed och som han senare skrivit flera låtar om. Bland annat är låten European Son tillägnad Schwartz . 1963 flyttade Reed till New York där han arbetade på Pickwick Records som låtskrivare och studiomusiker. Han medverkade som sångare bland annat på låtarna "You're Driving Me Insane" med gruppen The Roughnecks och "Cycle Annie" med The Beachnuts, vilka båda släpptes på bolagets samlingsalbum Soundsville!. Skivan utkom i början av 1965. Det var också genom arbetet på Pickwick han träffade avantgardemusikern John Cale.
Reed och Cale bildade 1965 rockbandet The Velvet Underground tillsammans med Sterling Morrison och Maureen Tucker (Tucker var egentligen ersättare för originalmedlemmen Angus MacLise, som dock hoppade av innan bandets första spelning). Reed sjöng, spelade gitarr och skrev de flesta av gruppens låtar. Konstnären Andy Warhol fattade tycke för bandet och hjälpte dem med deras debutalbum, The Velvet Underground and Nico (1967). Han blev också en form av personlig mentor för Reed. Efter gruppens andra album, White Light/White Heat 1968, hoppade Cale av, mycket på grund av slitningar mellan honom och Reed. Reed kunde därmed stärka sin roll som ledare för gruppen. Han hoppade själv av i augusti 1970, under slutförandet av albumet Loaded, för att påbörja en solokarriär.

### Solokarriär

#### 1970-talet

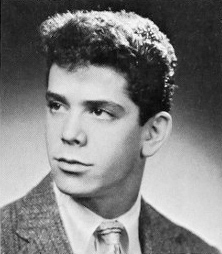
Lou Reed 1959

Solodebuten Lou Reed släpptes 1972 på skivbolaget RCA och innehöll nyinspelningar av överblivet material från Velvet Underground-tiden. Senare samma år släpptes Transformer, innehållande bland annat hitlåten "Walk on the Wild Side", om människor kring Warhols studio The Factory. Det spelades in i England och producerades av David Bowie och Mick Ronson. Albumets glamrock visade sig mer kommersiellt gångbar än Velvet Undergrounds experimentella rock och gjorde Lou Reed till en internationell storstjärna. Transformer följdes upp med Berlin 1973, ett allvarligare album med texter om förtvivlan och självmord. Albumet var ett av Reeds mest ambitiösa verk, men sålde till hans stora besvikelse inte speciellt bra. Därefter kom Sally Can't Dance 1974, återigen en lite popigare utgåva som kom att bli hans mest kommersiellt gångbara med en topp 10-placering på albumlistan i USA, hans enda hittills. Som om han vore missnöjd med framgången följde han upp detta med Metal Machine Music, ett dubbelalbum bestående av musik skapad från akustisk rundgång. Huruvida albumet var ett seriöst försök till musikaliskt nyskapande eller ett utslag av missnöje med sitt dåvarande skivkontrakt råder det fortfarande delade meningar om. Reed själv har sagt att albumet var allvarligt menat, men också att han tog mycket droger vid tidpunkten.
Under denna tid var Reed heroinist, vilket han sjöng om i flera olika sånger, bland annat "Waiting for the Man". Hela hans image under det tidiga 1970-talet byggde mycket på dekadens och droger. Under sin tidiga solokarriär uppträdde han ofta i skinnställ, något han slutade med sedan en man i publiken vid en konsert i Los Angeles, Kalifornien rusat upp på scenen, ropat "leather, leather" och bitit Reed i låret.
På Coney Island Baby från 1976 återgick han till sin normala stil, även om musiken var lite enklare än på hans tidigare soloskivor. Efter albumet bytte han skivbolag från RCA till Arista och debuterade för det nya bolaget i november samma år med Rock and Roll Heart. Detta följdes upp 1978 med Street Hassle, vilket musikaliskt var en återgång till hans tidiga karriär, inspirerad av punkmusiken som han i sin tur med Velvet Underground varit en viktig influens för. 1979 kom albumet The Bells, med medverkan av jazzmusikern Don Cherry, och året därpå släppte han Growing Up in Public, hans sista album på Arista varpå han återvände till RCA. Han hade också en mindre roll i Paul Simons film One Trick Pony.

#### 1980-talet

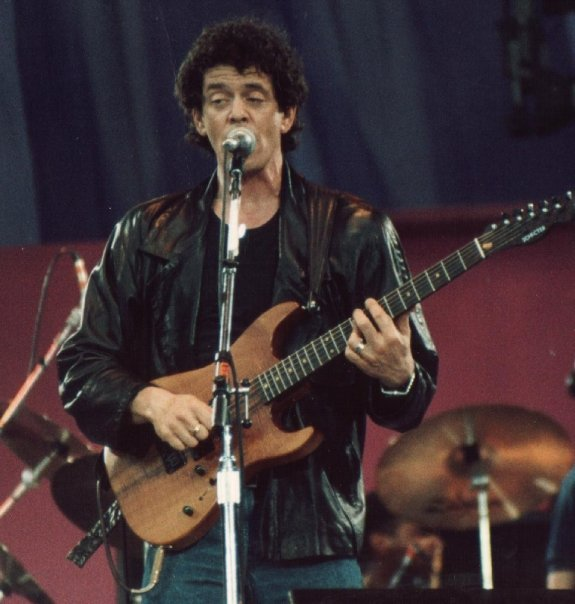
Lou Reed under en förmånskonsert för A Conspiracy of Hope på Giants Stadium i East Rutherford, New Jersey, 1986

1980 gifte sig Reed med Sylvia Morales, ett äktenskap som skulle vara i ett drygt decennium. Detta inspirerade honom att under början av 80-talet skriva några av sina starkaste kärlekssånger, i synnerhet på The Blue Mask från 1982, ett album som för övrigt tillägnades poeten Delmore Schwartz, Reeds lärare och vän från universitetstiden. Efter detta följde Legendary Hearts 1983 och New Sensations 1984.
1985 deltog han på albumet Sun City med Artists United Against Apartheid, i protest mot apartheiden i Sydafrika. Året därpå deltog han även i Amnesty Internationals turné A Conspiracy of Hope, med bland andra Sting och U2.
New York från 1989 blev framgångsrikt både bland kritiker och allmänheten och ansågs av många vara hans bästa album på många år. Det innehöll också den mindre hiten "Dirty Blvd.".

#### 1990-talet och framåt

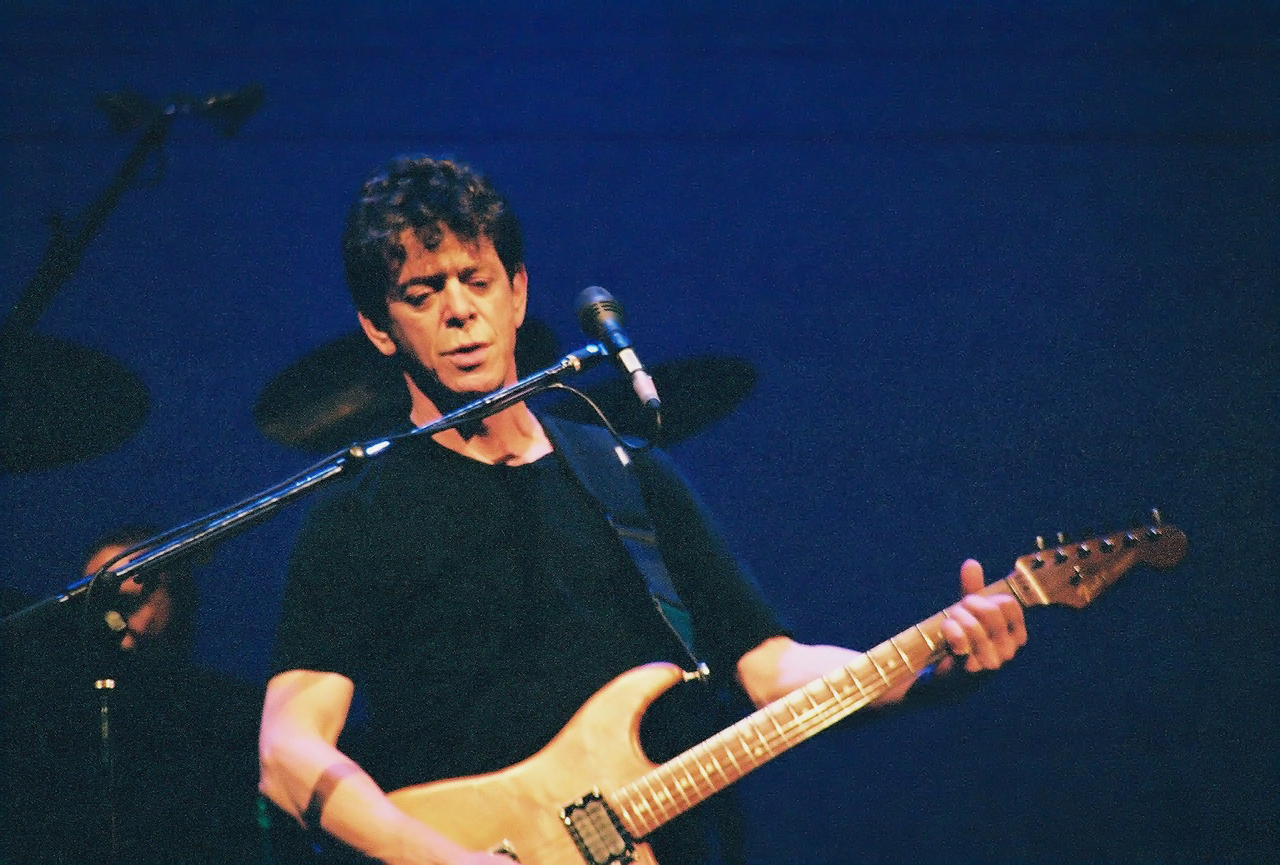
Lou Reed uppträder i Arlene Schinitzer Concert Hall i Portland, Oregon.

Till följd av Andy Warhols död 1987 försonades Reed med John Cale och de båda spelade tillsammans vid två minnesceremonier i St. Ann's Church i New York. 1990 släppte de hyllningsalbumet Songs for Drella (Drella var ett av Warhols smeknamn, sammansatt av "Dracula" och "Cinderella", Askungen). 1993 återförenades The Velvet Underground för en turné i Europa, vilket också resulterade i livealbumet Live MCMXCIII. En planerad turné i Nordamerika ställdes dock in, på grund av nya motsättningar mellan Reed och Cale. 1996 valdes Velvet Underground in i Rock and Roll Hall of Fame. På invigningsceremonin spelade Reed tillsammans med John Cale och Moe Tucker låten "Last Night I Said Goodbye to My Friend", tillägnad den tidigare bandmedlemmen Sterling Morrison, som avlidit i cancer föregående år.
1992 släppte han Magic and Loss, ett mörkt album med dödlighet som tema, inspirerat av två nära vänners bortgång, Doc Pomus och Rotten Rita. I början av 1990-talet skilde sig Reed från Morales och inledde ett förhållande med musikern Laurie Anderson. Reed och Anderson gifte sig sedermera och levde tillsammans fram till Reeds död.
2000 gavs albumet Ecstasy ut och fick bra kritik. Inspirerad av poeten Edgar Allan Poe skapade han sedan dubbelalbumet The Raven baserad på dennes verk. På albumet, som gavs ut 2003, samarbetade han återigen med David Bowie, för första gången sedan Transformer. Till andra medverkande hörde skådespelarna Steve Buscemi och Willem Dafoe.
Reed medverkade på spåret "Tranquilize" på The Killers album Sawdust från 2007. Han medverkade 2009 på Gorillaz album Plastic Beach, på spåret "Some Kind of Nature".
I juni 2011 tillkännagav Lou Reed och metalbandet Metallica att de inlett ett samarbete och att ett gemensamt album, kallat Lulu, släpps 31 oktober. I september släpptes låtlista och omslagsbild på den gemensamma sajten loureedmetallica.com.
Den 27 oktober 2013 avled Reed vid en ålder av 71 år efter en leverinsufficiens orsakad av en levertransplantation i april samma år.

## Diskografi

### Studioalbum
- 1972 – Lou Reed
- 1972 – Transformer
- 1973 – Berlin
- 1974 – Sally Can't Dance
- 1975 – Metal Machine Music
- 1976 – Coney Island Baby
- 1976 – Rock and Roll Heart
- 1978 – Street Hassle
- 1979 – The Bells
- 1980 – Growing Up in Public
- 1982 – The Blue Mask
- 1983 – Legendary Hearts
- 1984 – New Sensations
- 1986 – Mistrial
- 1989 – New York
- 1990 – Songs for Drella (med John Cale)
- 1992 – Magic and Loss
- 1996 – Set the Twilight Reeling
- 2000 – Ecstacy
- 2003 – The Raven
- 2007 – Hudson River Wind Meditations
- 2011 – Lulu (med Metallica)

### Livealbum
- 1974 – Rock n' Roll Animal
- 1975 – Lou Reed Live
- 1978 – Live: Take No Prisoners
- 1984 – Live in Italy
- 1998 – Perfect Night: Live in London
- 2001 – American Poet
- 2004 – Animal Serenade
- 2008 – Berlin: Live At St. Ann's Warehouse

### Samlingsalbum
- 1977 – Walk on the Wild Side: The Best of Lou Reed
- 1985 – Rock and Roll Diary: 1967-1980
- 1985 – City Lights
- 1992 – Walk on the Wild Side & Other Hits
- 1992 – Between Thought and Expression: The Lou Reed Anthology
- 1996 – Different Times: Lou Reed in the '70s
- 1998 – Retro
- 1998 – A Retrospective
- 1999 – The Definitive Collection
- 1999 – Perfect Day
- 2000 – Very Best of Lou Reed
- 2002 – Legendary Lou Reed
- 2003 – NYC Man (The Ultimate Collection 1967-2003)